# Вістінгаузен Анфіса Володимирівна
Анфіса Володимирівна Вістінгаузен (рос. Анфиса Владимировна Вистингаузен; нар. 27 вересня 1999, Москві) — російська акторка театру та кіно. До 2011 року використовувала своє прізвище Медведєва. Вістінгаузен — артистичний псевдонім за прізвищем матері. Причина — величезна кількість Медведєвих в Росії.

## Життєпис
Народилася 27 вересня 1999 року (за Китайським календарем народилася в рік Кролика) у Москві. Анфіса навчається в Московській школі № 648, а також з раннього дитинства відвідує два відділення музичної школи по класу фортепіано і вокалу. Вона бере участь у конкурсах юних виконавців. Також Анфіса навчається в школі сучасного танцю «Вортекс». Анфіса займається верховою їздою і плаванням, любить кататися на роликах, ковзанах та гірських лижах. Анфіса має свої особисті сторінки в соціальних мережах.
У фільмах 2005–2010 р.р. в титрах вказана як Анфіса Мєдвєдєва, з 2011 р. — Анфіса Вістінгаузен.
Кінодебют Анфіси Вістінгаузен відбувся у 2010 році в драмі «Компенсація» за участю Гоші Куценко. У фільмі «Компенсація» Анфіса виконала роль Наді, дочки головного героя, яку викрадають зведені сестри заради викупу. Фільм був показаний на «Першому каналі». До цього з 2005 року, Анфіса в основному знімалася в епізодичних ролях. Популярність прийшла до неї у 2012 році, коли Анфіса знялася у фільмі «Казка. Є» у компанії Світлани Іванової і виконала роль учениці Лілії Скворцової в містичному серіалі «Закрита школа» на телеканалі «СТС». Героїня Анфіси Вістінгаузен — тринадцятирічна дівчинка-вундеркінд в школі-пансіоні «Логос». Разом зі своїм другом Денисом Захаровим (Сергій Походаєв) їй належить знайти ліки від загадкового нацистського вірусу. У 2012 році юна актриса знялася ще в декількох фільмах, один з яких мелодрама «В очікуванні весни», в якому Анфіса виконала роль Жені, дочки головного героя. Фільм був показаний на телеканалі «Росія-1».
З 2010 по 2012 рік Анфіса Вістінгаузен виконувала роль юної Луїзи в мюзиклах «ZORRO» і «Звуки музики» на сцені театру «Стейдж Інтертеймонд».

## Творчість

### Фільмографія
| Рік  | Назва                                      | Роль                                                    |
| ---- | ------------------------------------------ | ------------------------------------------------------- |
| 2005 | Авантюристка                               | Епізод                                                  |
| 2007 | Щасливі разом                              | Епізод                                                  |
| 2007 | Дюймовочка                                 | Жук                                                     |
| 2008 | Захист проти                               | Епізод                                                  |
| 2008 | Жінка бажає знати                          | Епізод                                                  |
| 2008 | Гасіть світло                              | Епізод                                                  |
| 2009 | Сава Морозов                               | Епізод                                                  |
| 2009 | Циганки                                    | Раїса                                                   |
| 2010 | Московський дворик                         | Епізод                                                  |
| 2010 | Компенсація                                | Надя                                                    |
| 2012 | Казка. Є (Новела «Світ іграшок»)           | Даша                                                    |
| 2012 | Самара                                     | Христина, донька Віри                                   |
| 2012 | Закрита школа                              | Ліля Скворцова                                          |
| 2012 | В очікуванні весни                         | Женя                                                    |
| 2012 | Таємниця Снігової Королеви (у виробництві) | Маленька розбійниця                                     |
| 2012 | Щоденник Доктора Зайцевої 2                | Епізод                                                  |
| 2013 | Метро                                      | Ксюша                                                   |
| 2013 | Приватне піонерське                        | Лєна Карасьова                                          |
| 2013 | Янгол чи демон                             | Агнесса, головний демон, живе у тілі маленької дівчинки |

### Ролі в театрі

#### Театр «Стейдж Інтертеймонд»
- 2010–2011 рр. Мюзикл «ZORRO» — юна Луїза
- 2011–2012 рр. Мюзикл «Звуки музики» — юна Луїза